# Monte Ōdaigahara
}}

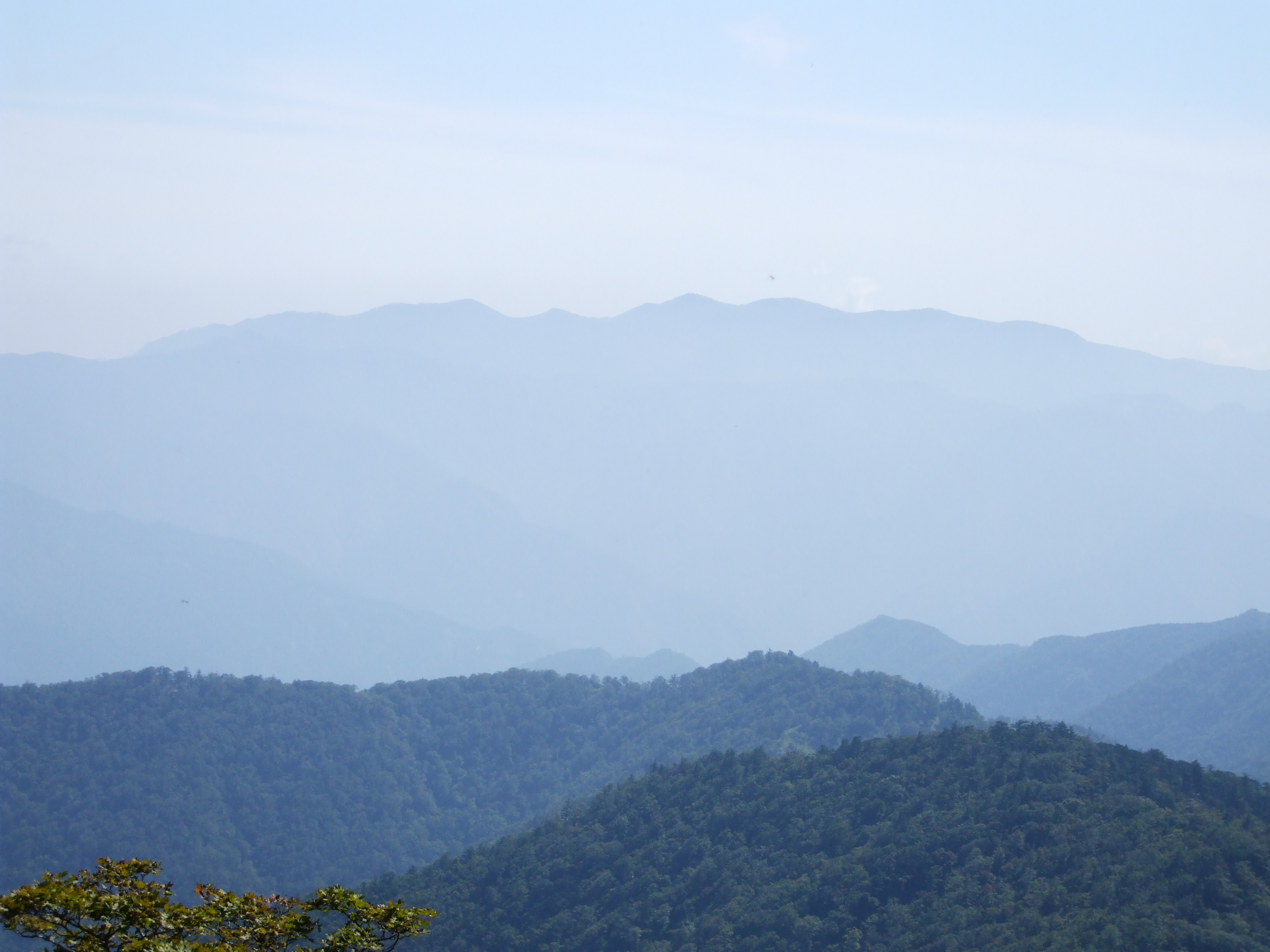
Vista de la montaña

El monte Ōdaigahara (en japonés: 大台ケ原山) También Hinode-ga-take o Hide-ga-take (日出ヶ岳) es una montaña en la cordillera Daiko  en la frontera entre las prefecturas de Mie y prefectura de Nara|Nara]], en el país asiático de Japón. La montaña es la más alta de Mie. En 1980 una superficie de 36.000 hectáreas en la región del monte Omine y del monte Odaigahara Omine fue designada por la UNESCO como Reserva de la Biosfera. 
La montaña también fue seleccionada por el Tokyo Nichi Nichi Shimbun y Mainichi Shimbun de Osaka como uno de los 100 paisajes de Japón en 1927.